# Max d’Ollone
Max d’Ollone (* 13. Juni 1875 in Besançon; † 15. Mai 1959 in Paris) war ein französischer Komponist.
Seine Eltern waren Ernest François Sigisbert d'Ollone, (* 23. Mai 1833; † 28. Dezember 1896) und dessen Ehefrau Marie Adélaïde d'Amandre (1840–1919).
D’Ollone studierte am Conservatoire de Paris bei Jules Massenet und gewann 1897 den Premier Grand Prix de Rome. Er wirkte als Musikdirektor in Angers, als Direktor der Opéra-Comique, Professor für Kammermusik am Conservatoire de Paris und Inspektor für den Musikunterricht. Daneben wurde er auch als Dirigent und Musikwissenschaftler bekannt.
Neben elf Opern und einem Ballett komponierte d’Ollone einige Orchesterwerke, Kammermusik und Lieder. In jüngster Zeit wurden einige seiner Werke, teilweise erstmals, aufgenommen. Das Quatuor Parisii mit Patrice d’Ollone spielte einige kammermusikalische Werke ein (unter anderem Fantaisie Orientale), das Barcelona Symphony Orchestra unter Lawrence Foster (2002–03) seine wichtigsten Orchesterkompositionen, darunter Le Ménétrier für Violine und Orchester.

## Werke
- Le Retour, Oper, 1919
- Les uns et les autres, Oper, 1922
- L’Arlequin, Oper, 1924
- George Dandin, Oper, 1930
- La Samaritaine. Oper, 1937
- Jean, Oper
- Le temps abandonné, Ballett
- Bacchus et Silène, Ballett
- Le ménétrier für Violine und Orchester
- Lamento für Orchester
- Fantaisie für Klavier und Orchester
- Andante e scherzo
- Élégie pour violoncello et piano
- Fantaisie orientale für Klarinette und Klavier
- Quatuor pour violon, alto, violoncelle et piano, 1949
- Berceuse du "Petit Marino"
- Klaviertrio a-moll, 1920
- Romance et tarentelle
- Streichquartett D-Dur, 1898
- Nocturne für Flöte und Klavier
- Danse de fées für Flöte und Klavier
- Andante und Allegro für Flöte und Klavier im alten Stil
- Romanze und Tarantella für Fagott und Klavier
- Petite Suite für Klavier
- Coquetterie für Violine und Klavier
- Scènes païennes für Violine und Klavier
- Romanichels für Violine und Klavier
- Elegie für Violoncello und Klavier
- Andante und Scherzo für drei Violoncelli
- Fantasie für chromatische Harfe und Streichquartett